# Acrimarina
Las acrimarinas son alcaloides aislados de las raíces de Citrus funadoko (Rutaceae). La acrimarina A fue aislada por Furukawa en 1990.